# Andrei Ivan
Andrei Virgil Ivan (* 4. Januar 1997 in Moreni) ist ein rumänischer Fußballspieler.

## Karriere

### Verein
Ivan kam im Jahr 2013 im Alter von 16 Jahren zu CS Universitatea Craiova, das seinerzeit in der Liga II spielte. Am 8. März 2014 kam er im Meisterschaftsspiel gegen Olimpia Satu Mare erstmals zum Einsatz. In den letzten Spielen der Saison 2013/14 gehörte er zur Startelf und stieg mit seinem Team in die Liga 1 auf. Dort war in der Spielzeit 2014/15 zumeist Ersatzspieler. Zu Beginn der Saison 2015/16 wurde Ivan zur Stammkraft im Sturm.
Im Sommer 2017 wechselte Ivan nach Russland zum FK Krasnodar. Dort kam er in der Spielzeit 2017/18 zu sieben Einsätzen, bei denen er jeweils erst in der Schlussphase eingewechselt wurde.
Zur Saison 2018/19 wurde er nach Österreich an den SK Rapid Wien verliehen. Bis Saisonende kam er zu 22 Einsätzen in der Bundesliga, in denen er ein Tor erzielte.
Nach dem Ende der Leihe kehrte er zur Saison 2019/20 zunächst zu Krasnodar zurück, wo er zu einem Einsatz für die Zweitligamannschaft kam. Im August 2019 kehrte er zu Universitatea Craiova, wo er einen bis Juni 2023 laufenden Vertrag erhielt.

### Nationalmannschaft
Ivan wurde von Nationaltrainer Anghel Iordănescu im November 2015 erstmals in den Kreis der rumänischen Nationalmannschaft berufen. Im Freundschaftsspiel gegen Italien kam er am 17. November 2015 zu seinem ersten Länderspiel, als er in der 85. Minute für Bogdan Stancu eingewechselt wurde. Im März 2016 gehörte er ebenfalls zum Aufgebot und wurde in beiden Freundschaftsspielen ebenfalls eingewechselt. Im Mai 2016 wurde Ivan von Iordănescu in sein vorläufiges Aufgebot für die Europameisterschaft berufen, wurde jedoch schließlich nicht berücksichtigt.

## Erfolge

### Verein
Universitatea Craiova
- Aufstieg in die Liga 1: 2014
- Rumänischer Pokalsieger: 2021

SK Rapid Wien
Österreichischer-Cup-Finalist: 2019